# Lagerstroemia guilinensis
Lagerstroemia guilinensis är en fackelblomsväxtart som beskrevs av Shu Kang Lee och L.F. Lau. Lagerstroemia guilinensis ingår i släktet Lagerstroemia och familjen fackelblomsväxter. Inga underarter finns listade i Catalogue of Life.